# Paulskirche

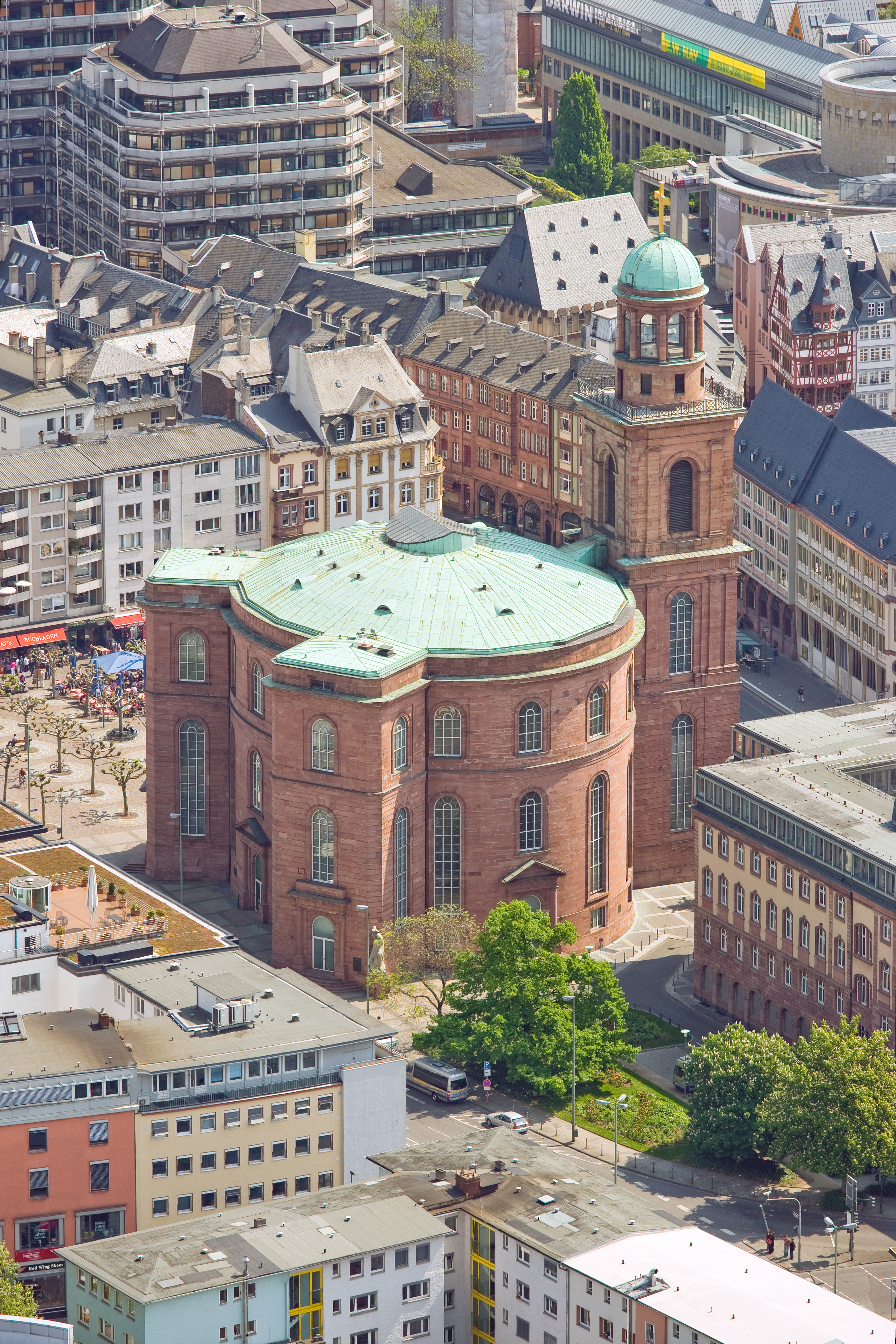

Paulskirche i Frankfurt am Main byggdes 1789–1833 och ersatte den medeltida Barfüßerkirche.
I kyrkan samlades Frankfurtparlamentet under Tyska revolutionen 1848–1849.
Den 18 mars 1944 förstördes kyrkan under ett bombanfall men byggdes som första historiska byggnad i Frankfurt upp igen. Kyrkan används numera inte längre som kyrka utan för olika offentliga evenemang, till exempel delas Friedenspreis des Deutschen Buchhandels ut här.

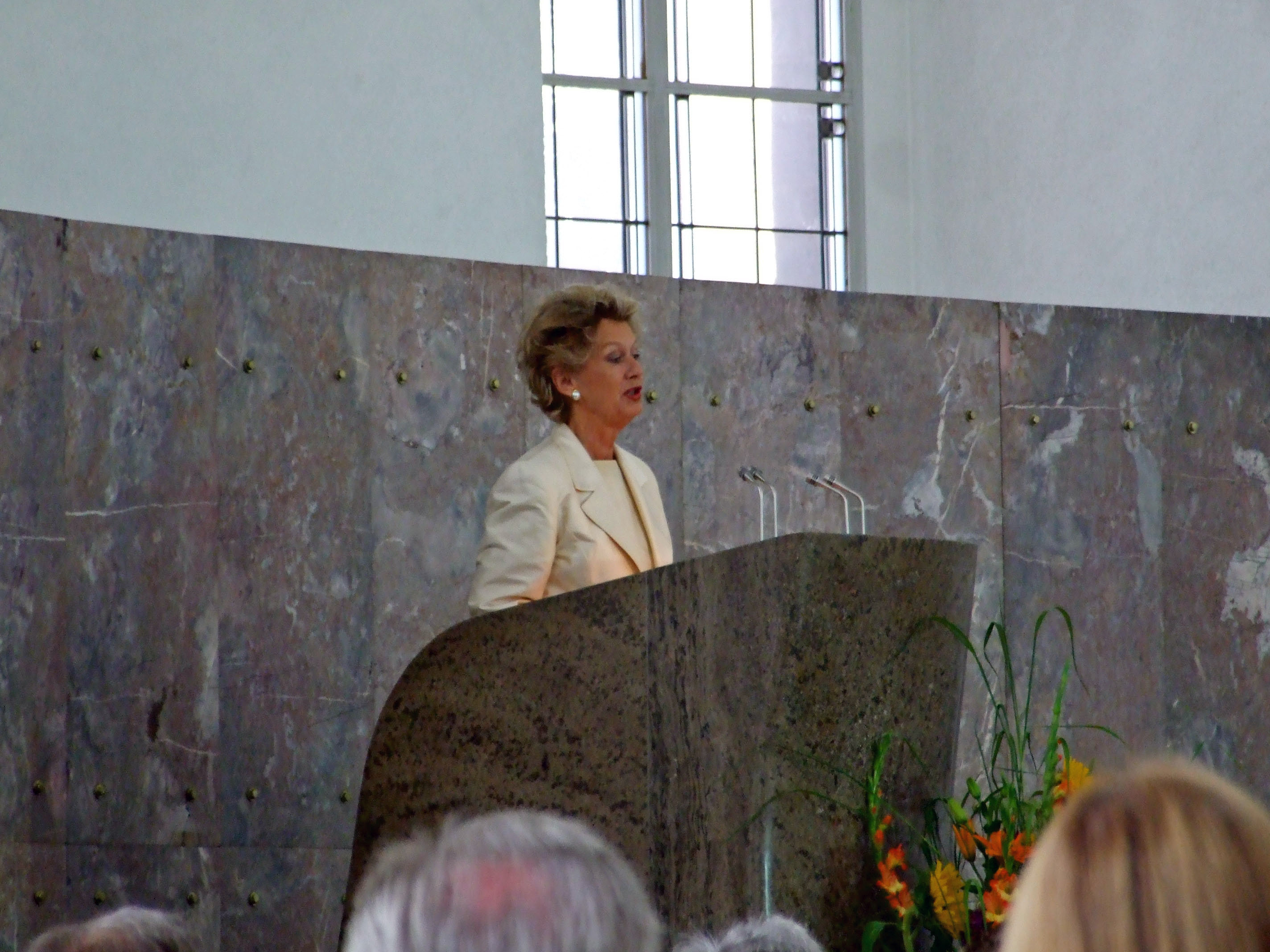
Överborgmästare Petra Roth
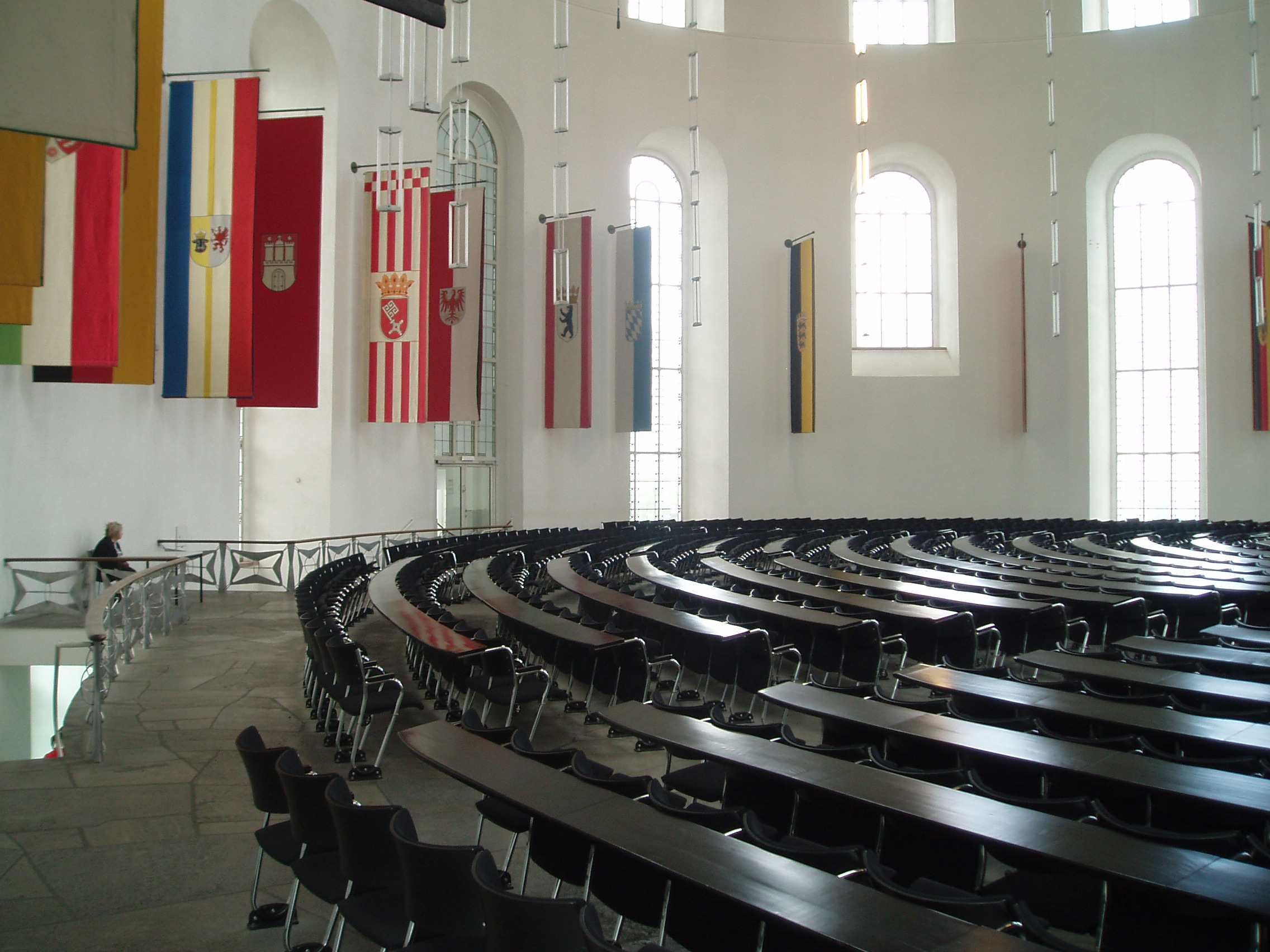
Kyrkan invändigt
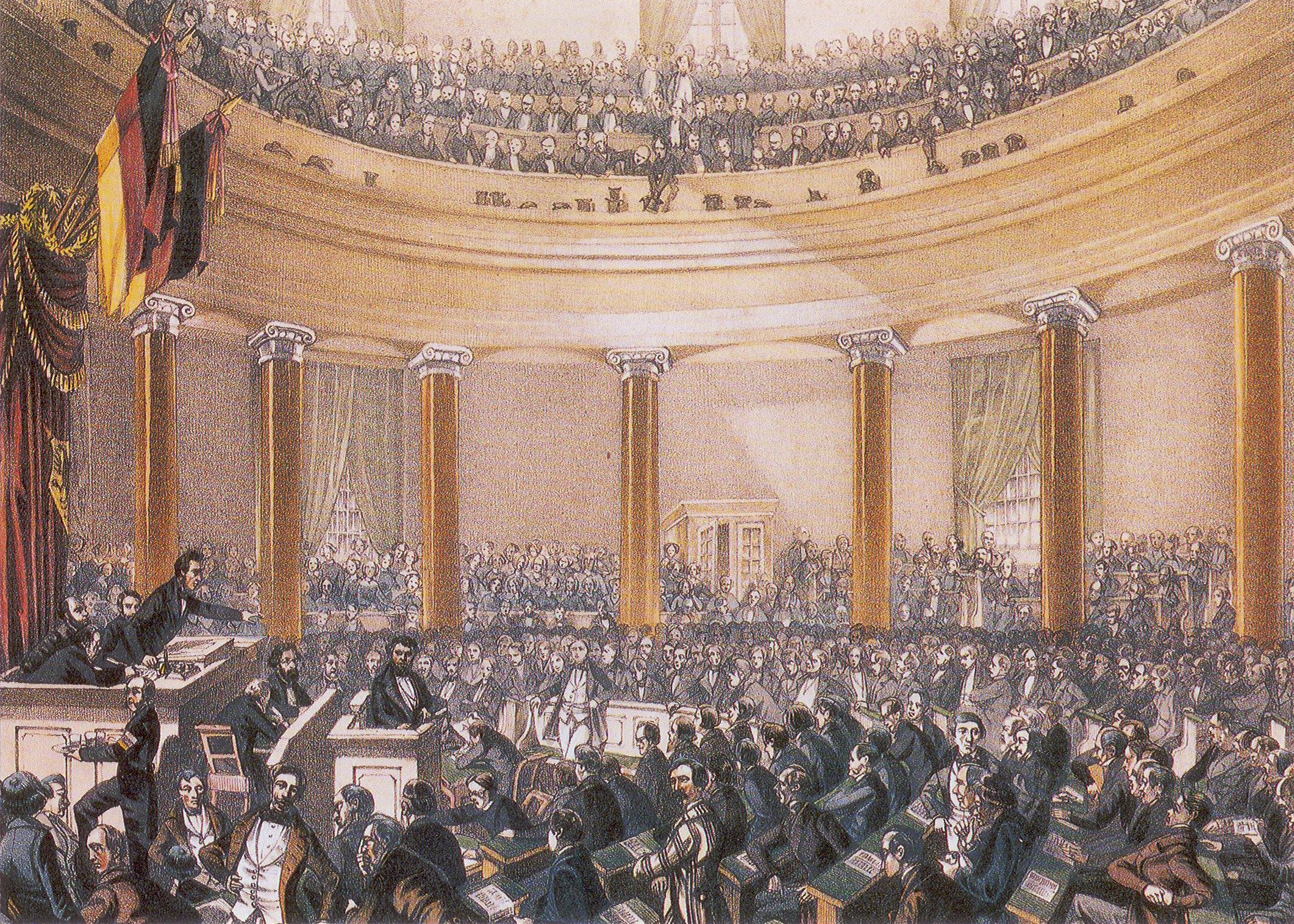
Nationalförsamlingen i Frankfurt 1848